# Glossotrophia origalis
Glossotrophia origalis là một loài bướm đêm trong họ Geometridae.